# 巴爾山
46°9′21″N 7°44′3″E / 46.15583°N 7.73417°E

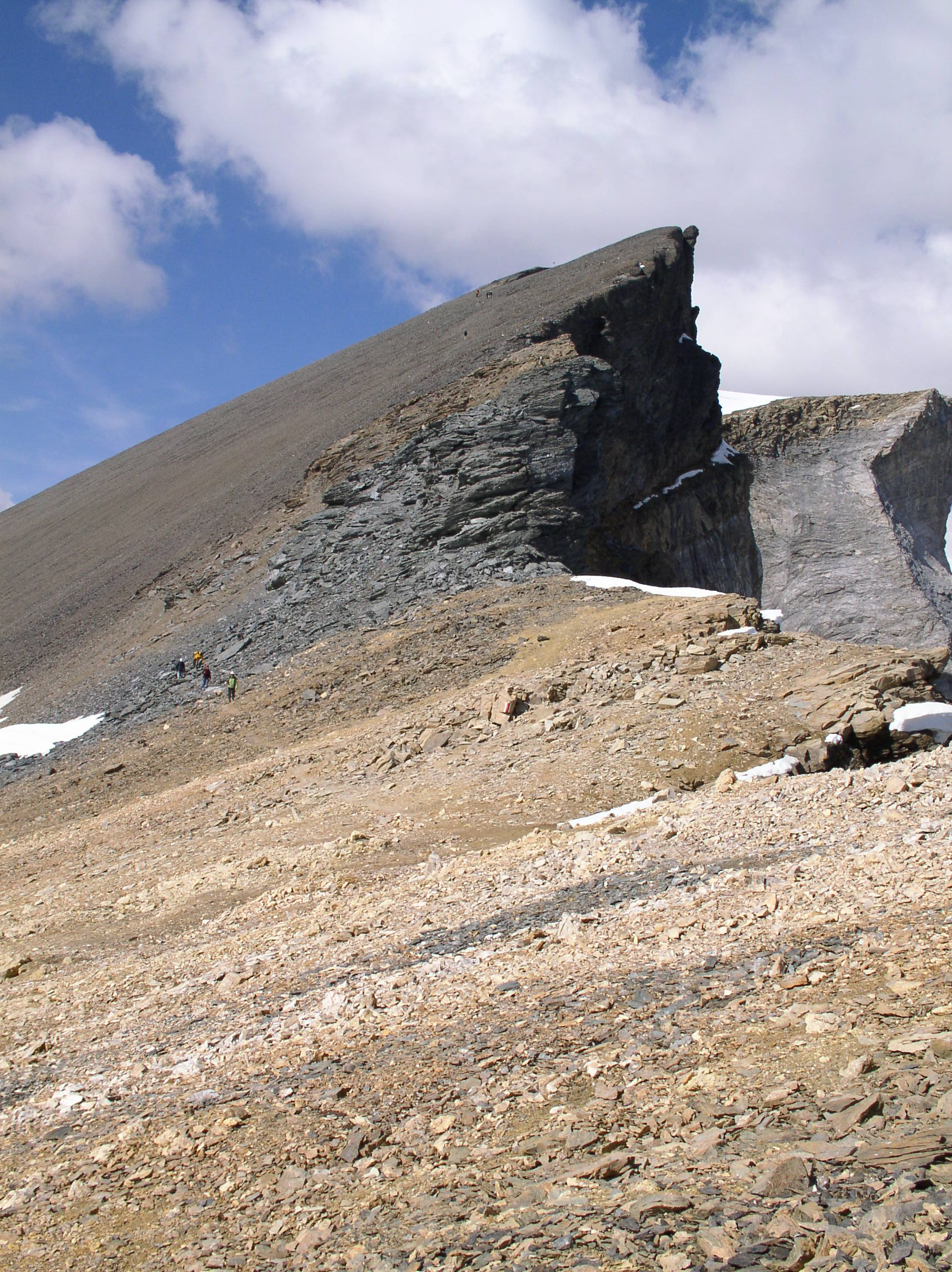

巴爾山（Barrhorn），是瑞士的山峰，位於該國西南部，由瓦萊州負責管轄，屬於本寧阿爾卑斯山脈的一部分，海拔高度3,610米，每年平均降雨量1,585毫米。